# Elecciones municipales de 2019 en Fuenlabrada
Las elecciones municipales de 2019 se celebraron en Fuenlabrada el domingo 26 de mayo, de acuerdo con el Real Decreto de convocatoria de elecciones locales en España dispuesto el 1 de abril de 2019 y publicado en el Boletín Oficial del Estado el 2 de abril. Se eligieron los 27 concejales del pleno del Ayuntamiento de Fuenlabrada, a través de un sistema proporcional (método d'Hondt), con listas cerradas y un umbral electoral del 5 %.

## Resultados
5 candidaturas obtuvieron representación en el pleno. La candidatura del Partido Socialista Obrero Español liderada por el alcalde Javier Ayala obtuvo una mayoría absoluta de 16 concejales mejorando en 3 concejales los resultados de las elecciones de 2015. La candidatura del Ciudadanos-Partido de la Ciudadanía, segunda en votos, obtuvo 4 concejales (los mismos que en 2015), mientras que la candidatura del Partido Popular (liderada por Sergio López) obtuvo 3 concejales (2 menos que en 2015). Las candidaturas de Vox y Unidas Podemos obtuvieron 2 concejales cada una. Los resultados completos se detallan a continuación:
| Candidatura                                       | Candidatura                                                      | Votos   | %                               | Escaños                         |
| ------------------------------------------------- | ---------------------------------------------------------------- | ------- | ------------------------------- | ------------------------------- |
|                                                   | Partido Socialista Obrero Español (PSOE)                         | 48 737  | 55,54                           | 16                              |
|                                                   | Ciudadanos-Partido de la Ciudadanía (Cs)                         | 11 665  | 13,30                           | 4                               |
|                                                   | Partido Popular (PP)                                             | 9573    | 10,91                           | 3                               |
|                                                   | Vox (Vox)                                                        | 6317    | 7,20                            | 2                               |
|                                                   | Unidas Podemos-Izquierda Unida-Ganar Fuenlabrada (Podemos-IU-GF) | 5741    | 6,54                            | 2                               |
| Más Madrid Fuenlabrada (MM-Fuenlabrada)           | Más Madrid Fuenlabrada (MM-Fuenlabrada)                          | 3216    | 3,67                            | 0                               |
| Equo (Equo)                                       | Equo (Equo)                                                      | 1197    | 1,36                            | 0                               |
| Actúa-La Izquierda Hoy-Los Verdes (PACT-LIH-GMLV) | Actúa-La Izquierda Hoy-Los Verdes (PACT-LIH-GMLV)                | 892     | 1,02                            | 0                               |
| Votos en blanco                                   | Votos en blanco                                                  | 402     | 0,46                            | n/a                             |
| Votos válidos                                     | Votos válidos                                                    | 87 740  | 100,00                          | 27                              |
| Votos nulos                                       | Votos nulos                                                      | 385     | Participación: \| \| 62,03 % \| | Participación: \| \| 62,03 % \| |
| Votantes                                          | Votantes                                                         | 88 125  | Participación: \| \| 62,03 % \| | Participación: \| \| 62,03 % \| |
| Electores                                         | Electores                                                        | 142 069 | Participación: \| \| 62,03 % \| | Participación: \| \| 62,03 % \| |
|                                                   | 62,03 %                                                          |         |                                 |                                 |

## Concejales electos
Relación de concejales electos:
| N.º | Nombre                            | Lista | Lista         |
| --- | --------------------------------- | ----- | ------------- |
| 1   | Francisco Javier Ayala Ortega     |       | PSOE          |
| 2   | Mónica Sebastián Pérez            |       | PSOE          |
| 3   | Isidoro Ortega López              |       | PSOE          |
| 4   | Raquel López Rodríguez            |       | PSOE          |
| 5   | Patricia de Frutos Hurtado        |       | Cs            |
| 6   | Francisco Manuel Paloma González  |       | PSOE          |
| 7   | Sergio López Vaquero              |       | PP            |
| 8   | Ana María Pérez Santiago          |       | PSOE          |
| 9   | Antonio González Moldes           |       | PSOE          |
| 10  | Isabel Pérez Moñino Aranda        |       | Vox           |
| 11  | Soledad Martín Hernández          |       | PSOE          |
| 12  | Roberto Flores Jiménez            |       | Cs            |
| 13  | Pedro Manuel Vigil Gutiérrez      |       | Podemos-IU-GF |
| 14  | Juan Agustín Domínguez San Andrés |       | PSOE          |
| 15  | Beatriz Peñalver Morata           |       | PSOE          |
| 16  | Noelia Núñez González             |       | PP            |
| 17  | Juan Carlos López del Amo         |       | PSOE          |
| 18  | María Carmen Seco Cañuelo         |       | PSOE          |
| 19  | Cristina Domínguez Encinas        |       | Cs            |
| 20  | Raúl Hernández Delgado            |       | PSOE          |
| 21  | Raquel Carvajal Villalba          |       | PSOE          |
| 22  | Felipe Pinel Sánchez Aparicio     |       | PSOE          |
| 23  | María Cristina García Rodríguez   |       | PP            |
| 24  | Carlos Martínez Perales           |       | Vox           |
| 25  | Raquel Pérez Estébanez            |       | PSOE          |
| 26  | Justo Montero Díaz                |       | Cs            |
| 27  | Tania Pasca Parrilla              |       | Podemos-IU-GF |